# Leptorchestes
Leptorchestes là một chi nhện trong họ Salticidae.